# 切瓦侯国
切瓦侯国（意大利语：Marchesato di Ceva）是一个曾经存在于意大利西北部，亚平宁山脉下的独立小国。切瓦侯国以切瓦为都，成立于1125年，1427年并入萨伏依公国。侯爵领地现在隶属于皮埃蒙特大区。

## 相关链接
- John E. Tuel, Illustrated history of the war in Italy （页面存档备份，存于） （英文）
- John Murray, Handbook for travellers in northern Italy: embracing the continental states... （页面存档备份，存于） （英文）
- Thomas Wright, A Comprehensive Dictionary of the World （页面存档备份，存于） （英文）